# Petr Chotěbor
Petr Chotěbor (9. listopadu 1950 Praha) je český kastelolog a památkář, starosta Společnosti přátel starožitností

## Život
Petr Chotěbor absolvoval roku 1975 Fakultě architektury ČVUT, během studia však navštěvoval i archeologické přednášky na Filozofické fakultě Univerzity Karlovy. Po studiu nastoupil jako památkář do Středočeského podniku pro konzervaci a obnovu kulturních památek, od roku 1982 je zaměstnancem Odboru památkové péče Kanceláře prezidenta republiky. Roku 1985 obhájil kandidátskou práci na Archeologickém ústavu Akademie věd. Od roku 2013 je starostou Společnosti přátel starožitností. Věnuje se výzkumům Pražského hradu, podílí se rovněž na stavebně-historických a terénních průzkumech historických staveb, zejména tvrzí.